# Abbásí (mince)

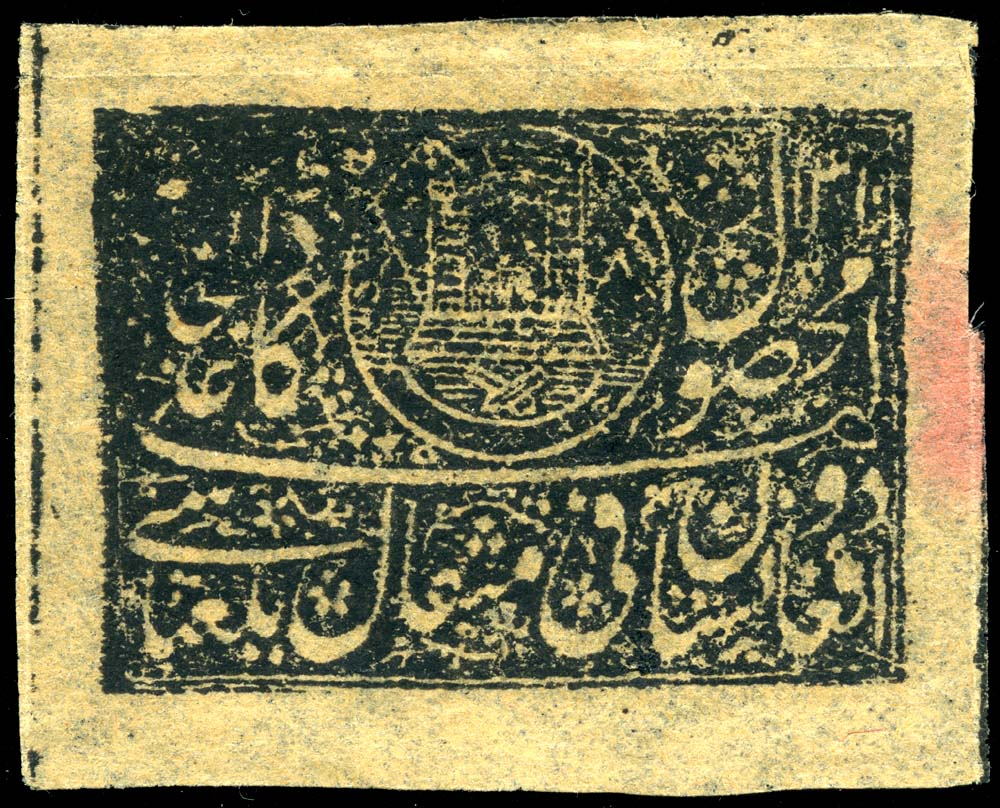
Afghánistán 1 Abbásí razítko (1892)

Abbásí (persky عباسی‎) byly stříbrňáky a zlaťáky v používané v Persii od vlády sáfíovského šáhanšáha Abbáse I. Velikého.  Původně ražené mince z roku 1620 měly hmotnost 7,7 gramu, ale později hmotnost klesala.
Byly používány také ve východní Gruzii, která byla v té době pod nadvládou Persie, a později byly od roku 1782 nezávisle raženy v Tbilisi. Tam se jako místní měna udržela pod jménem gruzínský abaz i poté, co zemi v roce 1801 ovládla ruská říše, a z oběhu se ztratila až v šedesátých letech devatenáctého století.
Kromě toho byly abbásí raženy i v Afghánistánu a to ještě za vlády Habíbulláh a Amanulláha, tedy do roku 1926.